# John Hardy
Pour les articles homonymes, voir Hardy.
John Hardy, né le 4 novembre 1817 et mort le 15 septembre 1884, est un botaniste britannique.